# 珍妮特·納波利塔諾
珍妮特·纳波利塔诺（英語：Janet Napolitano，1957年11月29日—）是美国的一位政治家和律師，歷任加利福尼亞大學校長、美国国土安全部长、亞利桑那州州長和全國州長協會主席，同時也是該州的第三位女性州長。《時代雜誌》曾將她列為全美最傑出的5位州長。
| 前任： 迈克尔·切尔托夫 | 美国国土安全部长 2009年 - 2013年 | 繼任： 珍·霍爾·路特 |
| 前任： 简·迪伊·赫尔    | 亞利桑那州州长 2003年 - 2009年   | 繼任： 揚·布魯爾    |